# Lasbordes (Aude)
Lasbordes település Franciaországban, Aude megyében. Lakosainak száma 824 fő (2022. január 1.). Lasbordes Pexiora, Saint-Martin-Lalande, Saint-Papoul, Villepinte és Villespy községekkel határos.

## Népesség
A település népessége az elmúlt években az alábbi módon változott:
| Lakosok száma | 520  | 584  | 657  | 807  | 798  | 797  | 788  | 788  | 783  | 824  |
|               | 1968 | 1982 | 1990 | 2006 | 2013 | 2015 | 2017 | 2019 | 2020 | 2022 |